# 汪瑞闓

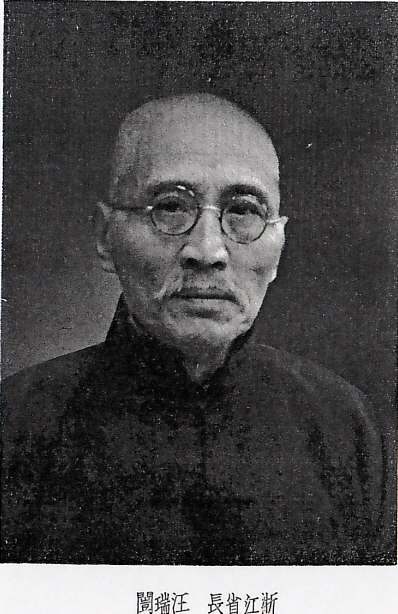

汪瑞闓（1875年10月7日—1941年1月24日），安徽省泗州盱眙县人，中華民国政治家。曾任中華民国維新政府、南京国民政府（汪精卫政权）浙江省省長。

## 生平
1912年（民国元年）12月，汪瑞闓任江西省首任民政長。二次革命前後，他事实上辞職（正式罷免则在1914年4月）。1916年（民国5年）2月，任参政院参政。
中華民国維新政府成立後的1938年（民国27年）5月，浙江省政府正式成立，汪瑞闓被任命为省長。1939年（民国28年）1月3日，汪瑞闓遭刺客刺伤。汪精卫的南京国民政府成立后，汪瑞闓继续任浙江省長。1940年（民国29年）10月，浙江省政府改采省主席制，他留任省政府主席。1941年（民国30年）1月24日，汪瑞闓在浙江省政府主席任上在杭州逝世。